# Maarten Froger
Maarten Froger (17 mei 1977) is een Nederlands hockeyer en voormalig international.
Froger kwam in 2002-2003 21 keer uit voor de Nederlandse hockeyploeg. Hij maakte zijn debuut tijdens een vriendschappelijke wedstrijd tegen Duitsland (1-1 gelijk) op 1 mei 2002. Op het enige grote toernooi waaraan de spits met de Nederlandse ploeg meedeed: Champions Trophy 2002 werd goud gewonnen.
In clubverband begon Froger in de jeugd met hockeyen bij BH & BC Breda, waarna hij via korte uitstapjes naar Barcelona en TMHC Tilburg in het seizoen 1997/1998 in de zomer van 1998 naar HC Bloemendaal werd gehaald. Froger werd driemaal landskampioen met Bloemendaal en verkaste in 2003 voor één seizoen naar SCHC en in 2004 voor één seizoen weer bij zijn oude club Breda (dat toen net promoveerde naar de Hoofdklasse). Daarna vertrok Froger weer naar Spanje om te hockeyen bij Real Club de Polo. In 2006 kwam hij weer terug naar Nederland om bij Pinoké te gaan spelen.